# شاخص نابرابری جنسیتی

کشورها براساس شاخص نابرابری جنسیتی (داده‌های سال ۲۰۱۹ ، منتشر شده در سال 2020). Red نشان دهنده نابرابری بیشتر جنسیتی، و green برابری بیشتر است.

شاخص نابرابری جنسیتی (GII) نمایه ای برای اندازه‌گیری اختلاف جنسیتی است که در برنامه ۲۰ ساله گزارش توسعه انسانی ۲۰۱۰ توسط برنامه توسعه سازمان ملل (UNDP) معرفی شد. براساس UNDP، این شاخص یک معیار ترکیبی برای تعیین کمیت از دست دادن موفقیت در یک کشور به دلیل نابرابری جنسیتی است. از سه بعد برای اندازه‌گیری هزینه فرصت استفاده می‌کند: بهداشت باروری، توانمند سازی و مشارکت در بازار کار. شاخص جدید به عنوان معیار آزمایشی برای رفع نواقص شاخص‌های قبلی، شاخص توسعه جنسیت (GDI) و معیار توانمندسازی جنسیتی (GEM) معرفی شد که هر دو در گزارش توسعه انسانی ۱۹۹۵ معرفی شدند.

## بنیان
همزمان با رشد بین‌المللی اهمیت حذف نابرابری جنسیتی، شاخص توسعه جنسیت (GDI) و معیار توانمندسازی جنسیتی (GEM) در گزارش توسعه انسانی ۱۹۹۵ معرفی شدند. GDI و GEM به شاخص‌های اصلی اندازه‌گیری نابرابری جنسیتی جهانی در گزارش‌های توسعه انسانی سازمان ملل تبدیل شدند. GDI و GEM به دلیل محدودیت‌های روش شناختی و مفهومی خود با انتقادات زیادی روبرو شدند.

## رتبه‌بندی
از آنجا که هیچ کشوری با برابری جنسیتی کامل وجود ندارد، همه کشورها به دلیل نابرابری جنسیتی از رشد انسانی خود رنج می‌برند. تفاوت در ابعاد مورد استفاده در GII و HDI به این معنی است که GII به عنوان از دست دادن HDI تعبیر نمی‌شود، بلکه دارای رتبه و ارزش خاص خود جدا از HDI است. GII به عنوان یک درصد تفسیر می‌شود و نشان دهنده درصد رشد بالقوه انسانی ناشی از نابرابری جنسیتی است. میانگین نمره GII در جهان در سال ۲۰۱۱، ۰٫۴۹۲ بود که نشان دهنده از دست دادن ۴۹٫۲٪ در رشد بالقوه انسانی به دلیل نابرابری جنسیتی است. با توجه به محدودیت‌های داده‌ها و کیفیت داده‌ها، گزارش توسعه انسانی ۲۰۱۰ رتبه‌بندی GII از ۱۳۸ کشور را برای سال ۲۰۰۸ محاسبه کرد. گزارش توسعه انسانی ۲۰۱۱ توانست رتبه‌بندی GII از ۱۴۶ کشور را برای سال گزارش ۲۰۱۱ محاسبه کند.

### رتبه‌بندی‌ها
رتبه‌بندی ۲۰۱۹ برای همه کشورهای دارای امتیاز براساس داده‌های UNDP GII عبارتند از:
| رتبه GII | رتبه HDI | کشور                  | ارزش GII |
| -------- | -------- | --------------------- | -------- |
| ۱        | ۲        | سوئیس                 | ۰٫۰۲۵    |
| ۲        | ۱۰       | دانمارک               | ۰٫۰۳۸    |
| ۳        | ۷        | سوئد                  | ۰٫۰۳۹    |
| ۴        | ۸        | هلند                  | ۰٫۰۴۳    |
| ۴        | ۱۴       | بلژیک                 | ۰٫۰۴۳    |
| ۶        | ۱        | نروژ                  | ۰٫۰۴۵    |
| ۷        | ۱۱       | فنلاند                | ۰٫۰۴۷    |
| ۸        | ۲۶       | فرانسه                | ۰٫۰۴۹    |
| ۹        | ۴        | ایسلند                | ۰٫۰۵۸    |
| ۱۰       | ۲۲       | اسلوونی               | ۰٫۰۶۳    |
| ۱۱       | ۲۳       | کره جنوبی             | ۰٫۰۶۴    |
| ۱۲       | ۲۳       | لوکزامبورگ            | ۰٫۰۶۵    |
| ۱۲       | ۱۱       | سنگاپور               | ۰٫۰۶۵    |
| ۱۴       | ۱۸       | اتریش                 | ۰٫۰۶۹    |
| ۱۴       | ۲۹       | ایتالیا               | ۰٫۰۶۹    |
| ۱۶       | ۲۵       | اسپانیا               | ۰٫۰۷۰    |
| ۱۷       | ۳۸       | پرتغال                | ۰٫۰۷۵    |
| ۱۸       | ۳۱       | امارات متحده عربی     | ۰٫۰۷۹    |
| ۱۹       | ۱۶       | کانادا                | ۰٫۰۸۰    |
| ۲۰       | ۶        | آلمان                 | ۰٫۰۸۴    |
| ۲۱       | ۳۳       | قبرس                  | ۰٫۰۸۶    |
| ۲۱       | ۲۹       | استونی                | ۰٫۰۸۶    |
| ۲۳       | ۲        | ایرلند                | ۰٫۰۹۳    |
| ۲۴       | ۱۹       | ژاپن                  | ۰٫۰۹۴    |
| ۲۵       | ۸        | استرالیا              | ۰٫۰۹۷    |
| ۲۶       | ۱۹       | اسرائیل               | ۰٫۱۰۹    |
| ۲۶       | ۴۸       | مونته‌نگرو             | ۰٫۱۰۹    |
| ۲۸       | ۳۵       | لهستان                | ۰٫۱۱۵    |
| ۲۹       | ۳۲       | یونان                 | ۰٫۱۱۶    |
| ۲۹       | ۴۳       | کرواسی                | ۰٫۱۱۶    |
| ۳۱       | ۱۳       | بریتانیا              | ۰٫۱۱۸    |
| ۳۱       | ۵۳       | بلاروس                | ۰٫۱۱۸    |
| ۳۳       | ۱۴       | نیوزیلند              | ۰٫۱۲۳    |
| ۳۴       | ۳۴       | لیتوانی               | ۰٫۱۲۴    |
| ۳۵       | ۶۴       | صربستان               | ۰٫۱۳۲    |
| ۳۶       | ۲۷       | جمهوری چک             | ۰٫۱۳۶    |
| ۳۷       | ۸۲       | مقدونیه شمالی         | ۰٫۱۴۳    |
| ۳۸       | ۷۳       | بوسنی و هرزگوین       | ۰٫۱۴۹    |
| ۳۹       | ۸۵       | چین                   | ۰٫۱۶۸    |
| ۴۰       | ۲۸       | مالت                  | ۰٫۱۷۵    |
| ۴۱       | ۳۷       | لتونی                 | ۰٫۱۷۶    |
| ۴۲       | ۶۹       | آلبانی                | ۰٫۱۸۱    |
| ۴۳       | ۴۵       | قطر                   | ۰٫۱۸۵    |
| ۴۴       | ۵۱       | قزاقستان              | ۰٫۱۹۰    |
| ۴۵       | ۳۹       | اسلواکی               | ۰٫۱۹۱    |
| ۴۶       | ۱۷       | ایالات متحده آمریکا   | ۰٫۲۰۴    |
| ۴۶       | ۹۰       | مولداوی               | ۰٫۲۰۴    |
| ۴۸       | ۵۶       | بلغارستان             | ۰٫۲۰۶    |
| ۴۹       | ۴۲       | بحرین                 | ۰٫۲۱۲    |
| ۵۰       | ۵۲       | روسیه                 | ۰٫۲۲۵    |
| ۵۱       | ۴۰       | مجارستان              | ۰٫۲۳۳    |
| ۵۲       | ۷۴       | اوکراین               | ۰٫۲۳۴    |
| ۵۳       | ۶۴       | کویت                  | ۰٫۲۴۲    |
| ۵۴       | ۸۱       | ارمنستان              | ۰٫۲۴۵    |
| ۵۵       | ۴۳       | شیلی                  | ۰٫۲۴۷    |
| ۵۶       | ۱۰۵      | لیبی                  | ۰٫۲۵۲    |
| ۵۶       | ۴۰       | عربستان سعودی         | ۰٫۲۵۲    |
| ۵۶       | ۵۸       | باربادوس              | ۰٫۲۵۲    |
| ۵۹       | ۶۲       | مالزی                 | ۰٫۲۵۳    |
| ۶۰       | ۴۷       | برونئی                | ۰٫۲۵۵    |
| ۶۱       | ۴۹       | رومانی                | ۰٫۲۷۶    |
| ۶۲       | ۵۵       | اروگوئه               | ۰٫۲۸۸    |
| ۶۲       | ۱۰۶      | ازبکستان              | ۰٫۲۸۸    |
| ۶۲       | ۶۲       | کاستاریکا             | ۰٫۲۸۸    |
| ۶۵       | ۹۵       | تونس                  | ۰٫۲۹۶    |
| ۶۵       | ۱۱۷      | ویتنام                | ۰٫۲۹۶    |
| ۶۷       | ۷۰       | کوبا                  | ۰٫۳۰۴    |
| ۶۸       | ۶۰       | عمان                  | ۰٫۳۰۶    |
| ۶۸       | ۵۴       | ترکیه                 | ۰٫۳۰۶    |
| ۷۰       | ۱۲۵      | تاجیکستان             | ۰٫۳۱۴    |
| ۷۱       | ۹۹       | مغولستان              | ۰٫۳۲۲    |
| ۷۱       | ۷۴       | مکزیک                 | ۰٫۳۲۲    |
| ۷۳       | ۸۸       | جمهوری آذربایجان      | ۰٫۳۲۳    |
| ۷۳       | ۶۷       | ترینیداد و توباگو     | ۰٫۳۲۳    |
| ۷۵       | ۴۶       | آرژانتین              | ۰٫۳۲۸    |
| ۷۶       | ۶۱       | گرجستان               | ۰٫۳۳۱    |
| ۷۷       | ۵۸       | باهاما                | ۰٫۳۴۱    |
| ۷۸       | ۶۶       | موریس                 | ۰٫۳۴۷    |
| ۷۹       | ۱۰۴      | تونگا                 | ۰٫۳۵۴    |
| ۸۰       | ۷۹       | تایلند                | ۰٫۳۵۹    |
| ۸۱       | ۱۱۱      | ساموآ                 | ۰٫۳۶۰    |
| ۸۲       | ۹۵       | مالدیو                | ۰٫۳۶۹    |
| ۸۲       | ۱۲۰      | قرقیزستان             | ۰٫۳۶۹    |
| ۸۴       | ۹۳       | فیجی                  | ۰٫۳۷۰    |
| ۸۵       | ۱۲۴      | السالوادور            | ۰٫۳۸۳    |
| ۸۶       | ۸۶       | اکوادور               | ۰٫۳۸۴    |
| ۸۷       | ۷۹       | پرو                   | ۰٫۳۹۵    |
| ۸۸       | ۱۰۱      | جامائیکا              | ۰٫۳۹۶    |
| ۸۹       | ۱۲۶      | دماغه سبز             | ۰٫۳۹۷    |
| ۹۰       | ۸۶       | سنت لوسیا             | ۰٫۴۰۱    |
| ۹۰       | ۷۲       | سری‌لانکا              | ۰٫۴۰۱    |
| ۹۲       | ۱۶۰      | رواندا                | ۰٫۴۰۲    |
| ۹۳       | ۱۱۴      | آفریقای جنوبی         | ۰٫۴۰۶    |
| ۹۴       | ۵۷       | پاناما                | ۰٫۴۰۷    |
| ۹۵       | ۸۴       | برزیل                 | ۰٫۴۰۸    |
| ۹۶       | ۹۲       | لبنان                 | ۰٫۴۱۱    |
| ۹۷       | ۱۱۰      | بلیز                  | ۰٫۴۱۵    |
| ۹۸       | ۱۰۷      | بولیوی                | ۰٫۴۱۷    |
| ۹۹       | ۱۲۹      | بوتان (کشور)          | ۰٫۴۲۱    |
| ۱۰۰      | ۱۳۲      | هندوراس               | ۰٫۴۲۳    |
| ۱۰۱      | ۸۳       | کلمبیا                | ۰٫۴۲۸    |
| ۱۰۱      | ۱۲۸      | نیکاراگوئه            | ۰٫۴۲۸    |
| ۱۰۳      | ۹۱       | الجزایر               | ۰٫۴۲۹    |
| ۱۰۴      | ۱۰۷      | فیلیپین               | ۰٫۴۳۰    |
| ۱۰۵      | ۹۷       | سورینام               | ۰٫۴۳۶    |
| ۱۰۶      | ۱۳۰      | نامیبیا               | ۰٫۴۴۰    |
| ۱۰۷      | ۱۰۳      | پاراگوئه              | ۰٫۴۴۶    |
| ۱۰۸      | ۱۱۶      | مصر                   | ۰٫۴۴۹    |
| ۱۰۹      | ۱۰۲      | اردن                  | ۰٫۴۵۰    |
| ۱۱۰      | ۱۴۲      | نپال                  | ۰٫۴۵۲    |
| ۱۱۱      | ۱۲۱      | مراکش                 | ۰٫۴۵۴    |
| ۱۱۲      | ۸۸       | جمهوری دومینیکن       | ۰٫۴۵۵    |
| ۱۱۳      | ۱۳۷      | لائوس                 | ۰٫۴۵۹    |
| ۱۱۳      | ۷۰       | ایران                 | ۰٫۴۵۹    |
| ۱۱۵      | ۱۲۲      | گویان                 | ۰٫۴۶۲    |
| ۱۱۶      | ۱۰۰      | بوتسوانا              | ۰٫۴۶۵    |
| ۱۱۷      | ۱۴۴      | کامبوج                | ۰٫۴۷۴    |
| ۱۱۸      | ۱۴۷      | میانمار               | ۰٫۴۷۸    |
| ۱۱۹      | ۱۱۳      | ونزوئلا               | ۰٫۴۷۹    |
| ۱۱۹      | ۱۲۷      | گواتمالا              | ۰٫۴۷۹    |
| ۱۲۱      | ۱۰۷      | اندونزی               | ۰٫۴۸۰    |
| ۱۲۲      | ۱۵۱      | سوریه                 | ۰٫۴۸۲    |
| ۱۲۳      | ۱۳۱      | هند                   | ۰٫۴۸۸    |
| ۱۲۴      | ۱۸۵      | بوروندی               | ۰٫۵۰۴    |
| ۱۲۵      | ۱۷۳      | اتیوپی                | ۰٫۵۱۷    |
| ۱۲۶      | ۱۴۳      | کنیا                  | ۰٫۵۱۸    |
| ۱۲۷      | ۱۸۱      | موزامبیک              | ۰٫۵۲۳    |
| ۱۲۸      | ۱۱۹      | گابن                  | ۰٫۵۲۵    |
| ۱۲۹      | ۱۵۰      | زیمبابوه              | ۰٫۵۲۷    |
| ۱۳۰      | ۱۶۸      | سنگال                 | ۰٫۵۳۳    |
| ۱۳۱      | ۱۵۹      | اوگاندا               | ۰٫۵۳۵    |
| ۱۳۲      | ۱۴۸      | آنگولا                | ۰٫۵۳۶    |
| ۱۳۳      | ۱۳۵      | سائوتومه و پرنسیپ     | ۰٫۵۳۷    |
| ۱۳۳      | ۱۳۳      | بنگلادش               | ۰٫۵۳۷    |
| ۱۳۵      | ۱۳۸      | غنا                   | ۰٫۵۳۸    |
| ۱۳۵      | ۱۵۴      | پاکستان               | ۰٫۵۳۸    |
| ۱۳۷      | ۱۴۶      | زامبیا                | ۰٫۵۳۹    |
| ۱۳۸      | ۱۷۰      | سودان                 | ۰٫۵۴۵    |
| ۱۳۹      | ۱۶۵      | لسوتو                 | ۰٫۵۵۳    |
| ۱۴۰      | ۱۶۳      | تانزانیا              | ۰٫۵۵۶    |
| ۱۴۱      | ۱۵۳      | کامرون                | ۰٫۵۶۰    |
| ۱۴۲      | ۱۷۴      | مالاوی                | ۰٫۵۶۵    |
| ۱۴۳      | ۱۳۸      | اسواتینی              | ۰٫۵۶۷    |
| ۱۴۴      | ۱۴۹      | جمهوری کنگو           | ۰٫۵۷۰    |
| ۱۴۵      | ۱۶۷      | توگو                  | ۰٫۵۷۳    |
| ۱۴۶      | ۱۲۳      | عراق                  | ۰٫۵۷۷    |
| ۱۴۷      | ۱۸۲      | بورکینافاسو           | ۰٫۵۹۴    |
| ۱۴۸      | ۱۵۸      | بنین                  | ۰٫۶۱۲    |
| ۱۴۸      | ۱۷۲      | گامبیا                | ۰٫۶۱۲    |
| ۱۵۰      | ۱۷۵      | جمهوری دموکراتیک کنگو | ۰٫۶۱۷    |
| ۱۵۱      | ۱۵۷      | موریتانی              | ۰٫۶۳۴    |
| ۱۵۲      | ۱۷۰      | هائیتی                | ۰٫۶۳۶    |
| ۱۵۳      | ۱۶۲      | ساحل عاج              | ۰٫۶۳۸    |
| ۱۵۴      | ۱۸۹      | نیجر                  | ۰٫۶۴۲    |
| ۱۵۵      | ۱۸۲      | سیرالئون              | ۰٫۶۴۴    |
| ۱۵۶      | ۱۷۵      | لیبریا                | ۰٫۶۵۰    |
| ۱۵۷      | ۱۶۹      | افغانستان             | ۰٫۶۵۵    |
| ۱۵۸      | ۱۸۴      | مالی                  | ۰٫۶۷۱    |
| ۱۵۹      | ۱۸۸      | جمهوری آفریقای مرکزی  | ۰٫۶۸۰    |
| ۱۶۰      | ۱۸۷      | چاد                   | ۰٫۷۱۰    |
| ۱۶۱      | ۱۵۵      | پاپوآ گینه نو         | ۰٫۷۲۵    |
| ۱۶۲      | ۱۷۹      | یمن                   | ۰٫۷۹۵    |

### ده کشور برتر
ده کشور دارای بالاترین رتبه از نظر برابری جنسیتی طبق GII برای سال ۲۰۰۸، ۲۰۱۱، و 2012.
رتبه و ارزش 2018 بایگانی‌شده  در ۲۲ آوریل ۲۰۲۱ توسط Wayback Machine ، منبع:[http://hdr.undp.org/fa/content/table-5-gender-inequality-index-gii undp
| کشور      | رتبه GII (ارزش GII) ۲۰۱۸ | رتبه GII ۲۰۱۲ | ارزش GII ۲۰۱۲ | رتبه HDI ۲۰۱۲ | رتبه GII ۲۰۱۱ | ارزش GII ۲۰۱۱ | رتبه GII ۲۰۰۸ | ارزش GII ۲۰۰۸ |
| --------- | ------------------------ | ------------- | ------------- | ------------- | ------------- | ------------- | ------------- | ------------- |
| هلند      | ۴ (۰٫۰۴۱)                | ۱             | ۰٫۰۴۵         | ۴             | ۲             | ۰٫۰۵۲         | ۱             | ۰٫۱۷۴         |
| سوئد      | ۲ (۰٫۰۴۰)                | ۲             | ۰٫۰۵۵         | ۷             | ۱             | ۰٫۰۴۹         | ۳             | ۰٫۲۱۲         |
| دانمارک   | ۲ (۰٫۰۴۰)                | ۳             | ۰٫۰۵۷         | ۱۵            | ۳             | ۰٫۰۶۰         | ۲             | ۰٫۲۰۹         |
| سوئیس     | ۱ (۰٫۰۳۷)                | ۴             | ۰٫۰۵۷         | ۹             | ۴             | ۰٫۰۶۷         | ۴             | ۰٫۲۲۸         |
| نروژ      | ۵ (۰٫۰۴۴)                | ۵             | ۰٫۰۶۵         | ۱             | ۶             | ۰٫۰۷۵         | ۵             | ۰٫۲۳۴         |
| فنلاند    | ۷ (۰٫۰۵۰)                | ۶             | ۰٫۰۷۵         | ۲۱            | ۵             | ۰٫۰۷۵         | ۸             | ۰٫۲۴۸         |
| آلمان     | ۱۹ (۰٫۰۸۴)               | ۷             | ۰٫۰۷۵         | ۵             | ۷             | ۰٫۰۸۵         | ۷             | ۰٫۲۴۰         |
| بلغارستان | ۴۸ (۰٫۲۱۸)               | ۸             | ۰٫۰۸          | ۲۱            | *             | *             | *             | *             |
| فرانسه    | ۸ (۰٫۰۵۱)                | ۱۰            | ۰٫۰۸۳         | ۲۰            | ۱۰            | ۰٫۱۰۶         | ۱۱            | ۰٫۲۶۰         |
| بلژیک     | ۶ (۰٫۰۴۵)                | ۹             | ۰٫۰۶۸         | *             | *             | *             | *             | GHS           |

#### کشور شامل نمی‌شوند[۹][۱۰]
| کشور                | رتبه GII ۲۰۱۲ | ارزش GII ۲۰۱۲ | رتبه HDI ۲۰۱۲ | رتبه GII ۲۰۱۱ | ارزش GII ۲۰۱۱ | رتبه GII ۲۰۰۸ | ارزش GII ۲۰۰۸ |
| ------------------- | ------------- | ------------- | ------------- | ------------- | ------------- | ------------- | ------------- |
| جمهوری چین (تایوان) | ۲             | ۰٫۰۵۳         | ۲۳            | ۴             | ۰٫۰۶۱         | ۴             | ۰٫۲۲۳         |

### ده کشور پایین
ده کشور دارای کمترین رتبه از نظر برابری جنسیتی طبق GII برای سال ۲۰۰۸، ۲۰۱۱، و 2012.
رتبه و ارزش 2018 ، منبع: http://hdr.undp.org/fa/content/table-5-gender-inequality-index-gii بایگانی‌شده  در ۲۲ آوریل ۲۰۲۱ توسط Wayback Machine.
| کشور                 | رتبه GII (ارزش GII) 2018 | ارزش GII 2012 | HDI Rank 2012 | رتبه GII 2011 | ارزش GII 2011 | رتبه GII 2008 | ارزش GII 2008 |
| -------------------- | ------------------------ | ------------- | ------------- | ------------- | ------------- | ------------- | ------------- |
| یمن                  | ۱۶2 (0.834)              | ۰٫۷۴۷         | ۱۶۰           | -             | -             | -             | -             |
| افغانستان            | ۱۴3 (0.575)              | ۰٫۷۱۲         | ۱۷۵           | ۱۴۱           | ۰٫۷۱۷         | ۱۳۴           | ۰٫۷۹۷         |
| نیجر                 | ۱۵4 (0.647)              | ۰٫۷۰۷         | ۱۸۶           | ۱۴۴           | ۰٫۷۲۴         | ۱۳۶           | ۰٫۸۰۷         |
| کنگو                 | ۱۵6 (0.655)              | ۰٫۶۸۱         | ۱۸۶           | ۱۴۲           | ۰٫۷۱۰         | ۱۶۹           | ۰٫۸۱۴         |
| لیبریا               | ۱۵5 (0.651)              | ۰٫۶۵۸         | ۱۷۴           | ۱۳۹           | ۰٫۶۷۱         | ۱۳۱           | ۰٫۷۶۶         |
| جمهوری آفریقای مرکزی | ۱۵9 (0.682)              | ۰٫۶۵۴         | ۱۸۰           | ۱۳۸           | ۰٫۶۶۹         | ۱۳۲           | ۰٫۷۶۸         |
| مالی                 | ۱۵8 (0.676)              | ۰٫۶۴۹         | ۱۸۲           | ۱۴۳           | ۰٫۷۱۲         | ۱۳۵           | ۰٫۷۹۹         |
| سیرا لئون            | ۱۵3 (0.644)              | ۰٫۶۴۳         | ۱۷۷           | ۱۳۷           | ۰٫۶۶۲         | ۱۲۵           | ۰٫۷۵۶         |
| موریتانی             | ۱۵0 (0.620)              | ۰٫۶۴۳         | ۱۵۵           | -             | -             | -             | -             |